# 대기 오염 지수
대기 오염 지수(Air Pollution Index, API)는 말레이시아에 쓰이는 대기질 측정을 위한 단순한 일반적인 수단이다. 여러 대기 오염 데이터 집합을 가져와 계산한다. 과거에는 중화인민공화국과 홍콩에서 사용되었다. 중화인민공화국에서 API는 2012년 초에 업데이트된 대기질 지수로 치환되었으며 2013년 12월 30일 홍콩은 건강 기반 지수로 치환했다.

## 말레이시아
말레이시아의 대기질은 API(대기 오염 지수)로, 말레이에서는 IPU(Indeks Pencemaran Udara)로 보고된다.
아래의 표는 말레이시아 정부에 쓰이는 건강 분류를 표시한다.
| API       | 대기 오염 수준 |
| --------- | -------------- |
| 0 - 50    | 양호           |
| 51 - 100  | 보통           |
| 101 - 200 | 나쁨           |
| 201 - 300 | 매우 나쁨      |
| 301 - 500 | 위험           |
| 500+      | 긴급           |

## 같이 보기
- 대기 오염
- 대기질 지수
- 스모그